# Petlad
Petlad é uma cidade e um município no distrito de Anand, no estado indiano de Guzerate.

## Geografia
Petlad está localizada a 22° 28′ N, 72° 48′ L. Tem uma altitude média de 30 metros (98 pés).

## Demografia
Segundo o censo de 2001, Petlad tinha uma população de 51,153 habitantes. Os indivíduos do sexo masculino constituem 52% da população e os do sexo feminino 48%. Petlad tem uma taxa de alfabetização de 74%, superior à média nacional de 59.5%: a literacia no sexo masculino é de 79% e no sexo feminino é de 67%. Em Petlad, 10% da população está abaixo dos 6 anos de idade.